# Sal básico
Sal básico também nominado como Hidroxissal é todo composto químico formado pela reação de neutralização onde exista uma quantidade menor de ácido do que a exigida pela reação.

## Exemplos
É formado a partir de uma base forte e um ácido fraco. Apresenta dois ânions e um cátion, existindo anions hidroxila no composto formado. 
- Al(OH)Cl2 (hidroxicloreto de alumínio)
- CaCO3 (Carbonato de cálcio)